# قرة كوشن (أوجان الغربي)
قرة کوشن (بالفارسية: قره‌کوشن) هي مستوطنة تقع في إيران في قسم أوجان الغربي الريفي. يقدر عدد سكانها بـ 844 نسمة .